# Doha-Abkommen

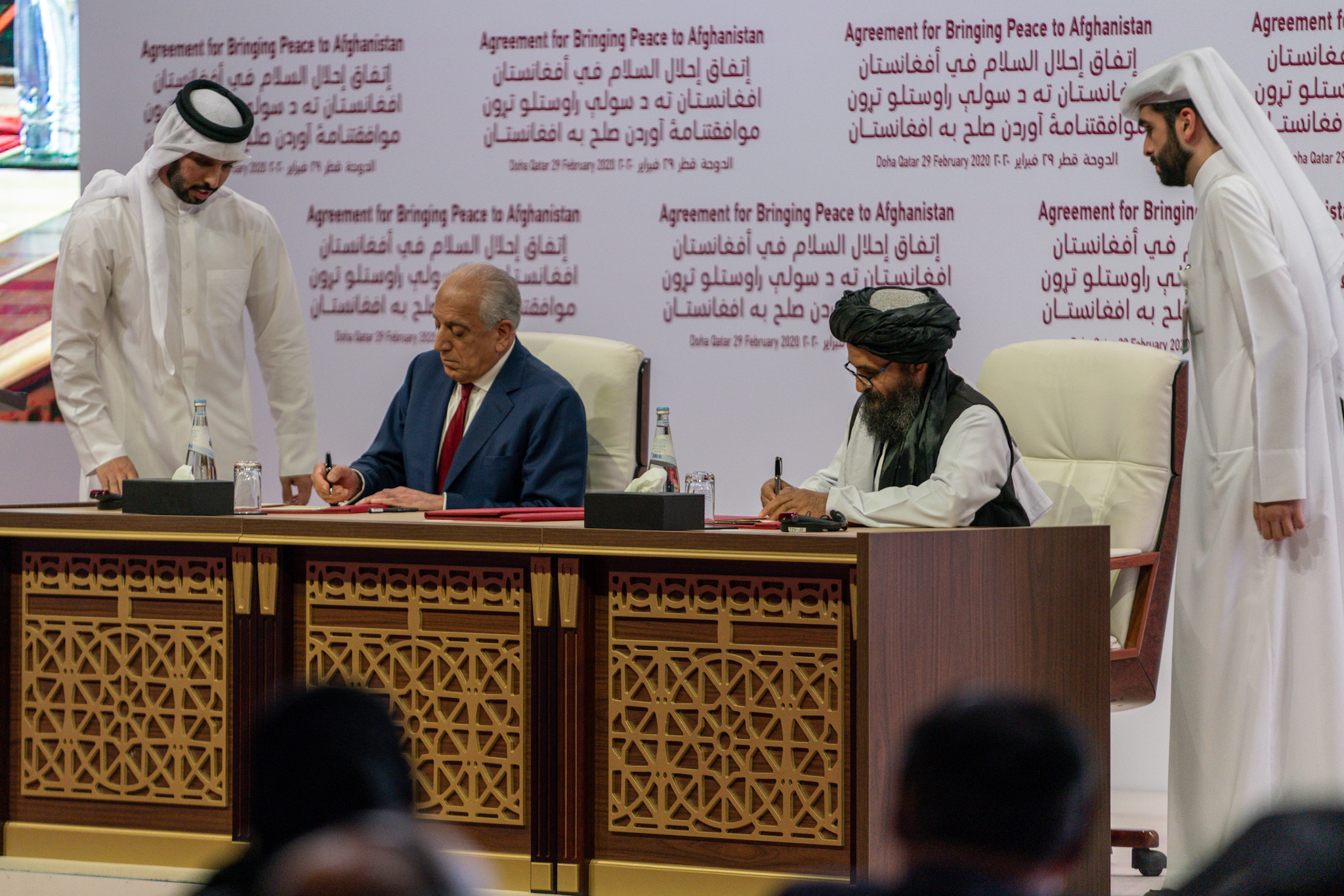
Unterzeichnung des Friedensabkommens mit den Taliban in Doha, an der US-Verteidigungsminister Mike Pompeo als Zeuge teilnahm. US-Vertreter Zalmay Khalilzad (links) und Abdul Ghani Baradar (rechts) am 29. Februar 2020.

Das Doha-Abkommen, offizieller Titel „Abkommen, um Frieden nach Afghanistan zu bringen, zwischen dem Islamischen Emirat Afghanistans, das von den Vereinigten Staaten als Staat nicht anerkannt wird und als Taliban bekannt ist, und den Vereinigten Staaten von Amerika“, bekannt als „Agreement for Bringing Peace to Afghanistan“, ist eine Friedensvereinbarung zwischen den USA und den Taliban, um den seit 2001 andauernden Krieg in Afghanistan zu beenden.
Das Abkommen wurde am 29. Februar 2020 im katarischen Doha von dem US-amerikanischen Sondergesandten, Zalmay Khalilzad, und dem damaligen Leiter des politischen Büros der Taliban in Doha, Mullah Abdul Ghani Baradar, unterzeichnet. Der Text der vierseitigen Vereinbarung ist auf der Website des US-Außenministeriums veröffentlicht. Die Vereinbarung regelt den Rückzug aller Truppen der USA und derer Verbündeten aus Afghanistan und enthält im Gegenzug Sicherheitszusagen der Taliban gegenüber den USA und den Verbündeten. Außerdem skizziert der Vertrag erste Schritte für einen Weg zum Frieden in Afghanistan.
Die gewählte afghanische Regierung und die NATO-Verbündeten der USA waren nicht in die Vertragsverhandlungen einbezogen und kommen darin nicht vor.

## Vertragsinhalt
Die USA verpflichten sich als erste Maßnahme, bis Juli 2020 ihre Truppen von 13.000 auf 8.600 Personen zu reduzieren und fünf Militärbasen zu schließen. Sie sagen weiterhin zu, innerhalb von 14 Monaten (d. h. bis April 2021) ihre Streitkräfte einschließlich zugehörigem Personal und Beratern vollständig abzuziehen. Diese Zusagen gelten entsprechend auch für das Militär der Verbündeten.
Als vertrauensbildende Maßnahme ist ein umgehender Gefangenenaustausch vereinbart. Die Regierung der Islamischen Republik Afghanistan, die allerdings nicht Vertragspartei ist, entlässt bis zu 5000 Kriegsgefangene einschließlich politischer Gefangene und im Gegenzug geben die Taliban bis zu 1000 Gefangene frei.
Der Vertrag sieht vor, dass innerafghanische Verhandlungen zur zukünftigen politischen Struktur und Führung des Landes beginnen. Der Text enthält in diesem Zusammenhang keinerlei Ziele oder Vorgabe. Die Verhandlungen sollen unverzüglich beginnen. Dabei soll auch über einen Waffenstillstand gesprochen werden. Die USA sagen zu, sich in die innerafghanischen Angelegenheiten nicht einzumischen. Nach der Aufnahme von innerafghanischen Verhandlungen sichern die USA zu, die Sanktionspolitik gegenüber den Taliban und die Fahndungsliste bezüglich einzelner Mitglieder der Taliban zu überprüfen.
Die Taliban verpflichten sich, dass vom afghanischen Territorium keine Bedrohung für die Sicherheit der USA oder deren Verbündeten ausgeht. Dies schließt auch al-Qaida ein – dieser Name wird im Text ausdrücklich genannt. Es soll keinen Personen bzw. Gruppen Aufenthalt im Land gewährt werden, von denen eine Bedrohung für die Sicherheit der USA oder der Verbündeten ausgehen kann. Maßnahmen zur Rekrutierung oder zum Training sowie die Sammlung von Finanzmitteln für derartige Zwecke sind unterbunden. Auch erhalten diese Personen keine Pässe, Visa oder Reisedokumente.

## Reaktionen
Der Vertragsabschluss wurde international u. a von China, Russland, Indien und Pakistan begrüßt. Er wurde auch vom UN-Sicherheitsrat einstimmig befürwortet. Kritisch beurteilt wird die Tatsache, dass die Regierung der Islamischen Republik Afghanistan nicht in das Abkommen eingebunden ist.
Mullah Hibatullah Akhundzada, Führer der Taliban, bewertet das Abkommen als einen „großartigen Sieg“, es sei „der kollektive Sieg der gesamten muslimischen und den Jihad ausübenden Nation“.
Die Taliban sind keine bevollmächtigten Repräsentanten des Staates und die Regierung des Landes ist kein Mitunterzeichner, nach Meinung von Fachleuten handelt es sich deshalb bei dem Abkommen nicht um einen völkerrechtlichen Friedensvertrag. Das Abkommen konnte dennoch als Einstieg in einen Friedensprozess gewertet werden. Die Konsequenzen für die im Land stationierten Einheiten der deutschen Bundeswehr waren zum Zeitpunkt des Vertragsabschlusses noch ungeklärt.

## Entwicklungen in der Folgezeit
Trotz der Vertragsunterzeichnung haben die Taliban ihre Kämpfe fortgesetzt. In den 45 Tagen nach Unterschrift wird von 4500 Angriffen auf die Afghanische Nationalarmee berichtet. Gegenüber den USA und den Verbündeten gab es keine verstärkten Kampfhandlungen. Die Zahl der verwundeten und getöteten afghanischen Soldaten und Zivilisten war in dieser Zeit höher als zuvor US-Präsident Donald Trump telefonierte deshalb Anfang März mit dem Taliban-Anführer Abdul Ghani Baradar.
Der geplante Beginn der innerafghanischen Verhandlungen verzögerte sich. Staatspräsident Aschraf Ghani erließ am 10. März 2020 ein Dekret, 1500 Gefangene unter der Bedingung freizulassen, dass jeder Gefangene eine Zusicherung abgibt, sich nicht erneut an Kampfhandlungen zu beteiligen. Die Taliban lehnten dies ab und bestanden gemäß Abkommen auf der bedingungslosen Freilassung von 5000 Personen. Am 1. April 2020 begannen in Kabul unter der Schirmherrschaft des ICRC Verhandlungen zwischen der afghanischen Regierung und den Taliban über die Modalitäten des Gefangenenaustauschs. In einem ersten Schritt wurden in den nächsten Tagen 100 Gefangene von der Regierung freigelassen. Wenige Tage später brachen die Taliban die Verhandlungen zum Gefangenenaustausch ab, da sie sie als fruchtlos bewerteten.
Am 27. März 2020 gab die afghanische Regierung ein 21-köpfiges Team für die Friedensverhandlungen bekannt, die zunächst in Oslo geplant waren. Die Taliban lehnten das Team ab, es entspräche nicht den Grundsätzen des Doha-Abkommens. Die Friedensverhandlungen verzögerten sich weiter, da beide Parteien den Gefangenenaustausch als vorrangig betrachteten. Erst Ende August 2020 war der vereinbarte Austausch von Gefangenen abgeschlossen. Danach begannen innerafghanische Friedensverhandlungen in Doha. Die Regierung forderte einen Waffenstillstand, der jedoch von den Taliban abgelehnt wurde. Die Verhandlungen zogen sich hin und verliefen sehr zäh, gleichzeitig hielten die Taliban den militärischen Druck aufrecht.
Gemäß den Zusagen im Abkommen zogen die USA sowie die Verbündeten zwischen 29. April und 31. August 2021 ihre Streitkräfte ab. Der ursprünglich vereinbarte Termin 1. Mai 2021 wurde zwischen den USA und den Taliban Anfang 2021 in einer zusätzlichen Vereinbarung geändert.
Am 31. Juli 2022 wurde der Anführer der Al-Qaida, Aiman az-Zawahiri, der nach der Machtübernahme der Taliban nach Kabul umgezogen war, eben dort durch einen US-amerikanischen Drohnenangriff getötet. Das Taliban-Regime verurteilte die Tötung az-Zawahiris als Verletzung des Doha-Abkommens, in dem dieser Abzug vereinbart worden war. Die US-Regierung wiederum warf den Taliban vor, von der Anwesenheit az-Zawahiris in Kabul gewusst und damit gegen die Sicherheitsgarantien verstoßen zu haben, die sie den USA in demselben Abkommen gegeben hatten.
Zu den Entwicklungen ab Mai 2021 siehe auch: Vormarsch der Taliban in Afghanistan 2021